# T-Bone Walker
T-Bone Walker, född Aaron Thibeaux Walker den 28 maj 1910 i Linden, Texas, död 16 mars 1975 i Los Angeles, Kalifornien, var en amerikansk bluessångare, gitarrist och låtskrivare. Han var en pionjär inom användandet av elgitarren och ett viktigt namn inom Texasbluesen.
Walker spelade in sin första singel, "Wichita Falls Blues"/"Trinity River Blues", 1929 för Columbia. Genombrottet kom 1942 med "Mean Old World", inspelad för Capitol Records. Senare under 1940-talet spelade han in för Black & White Records, bland annat klassikerna "Call It Stormy Monday" och "T-Bone Shuffle" (båda 1947). Under 1950-talet spelade han in för Imperial och Atlantic. Han fortsatte uppträda under 1960-talet och spelade bland annat flera gånger Europa, till exempel på American Folk Blues Festival 1962. 1970 tilldelades han en Grammy för albumet Good Feelin'. Dålig hälsa började dock sakta ner hans karriär och han avled 1975.
Walker valdes postumt in i Blues Hall of Fame 1980 och som en "tidig influens" i Rock and Roll Hall of Fame 1987. Gitarrister som B.B. King och Chuck Berry har angett honom som en viktig influens.